# Riku Handa
Riku Handa (半田 陸 Handa Riku?), född 1 januari 2002 i Kaminoyama i Yamagata prefektur, är en japansk fotbollsspelare som spelar för Montedio Yamagata.

## Karriär
Handa började sin karriär 2019 i Montedio Yamagata.